# Kpètè
Le kpètè est une sauce préparée avec du sang de mouton ou de porc et de la farine de maïs. Elle est appelée gbo kpètè lorsqu'elle est préparée à partir de sang de mouton ou han kpètè lorsqu'elle l'est à partir de sang de porc. Elle est originaire de Porto-Novo (capitale du Bénin), mais est consommée dans tout le pays.
Elle est souvent accompagnée d'akassa ou de piron[pas clair]. Il est aussi possible de l'utiliser avec du wɔ̌, du wɔ̌koli ou encore du télibo wɔ̌,,,,,.

## Ingrédients
Eau, viande de mouton, sang de mouton ou du porc, farine de maïs , les épices moulues (poivre, ail, gingembre, feuilles de laurier, piment rouge, piment vert, etc.),oignon, crevettes fumées moulues, lanhouin (poisson fermenté, salé et séché) et le bouillon .

## Préparation
- Assaisonner la viande bien lavée avec les épices, le bouillon et laisser mariner pendant quelques minutes.  
- Mettre  la viande au feu et laisser cuir.
- Ajouter  la crevette fumée, le lanhouin, le piment à la viande cuite pour l'obtention d'une sauce de viande.
- Mélanger une  quantité de farine de maïs avec le sang du mouton ou de porc pour obtenir un mélange moins épais onctueux.
- Ajouter ce mélange de farine maïs et du sang à la sauce de mouton cuite  puis garnir le tout avec du piment vert. On obtient une sauce de couleur maron appelée "kpètè",.